# Башанела (Терамо)
Башанела (итал. Bascianella) је насеље у Италији у округу Терамо, региону Абруцо.
Према процени из 2011. у насељу је живело 98 становника. Насеље се налази на надморској висини од 382 м.